# Колон, Вилли
Вилли Колон (Willie Colón; полное имя William Anthony Colón Román) — американский тромбонист, композитор и вокалист пуэрто-риканского происхождения, который работает в стиле сальса. Один из «королей» латиноамериканской поп-музыки 1970-х и 1980-х годов.
Родился в Бронксе, но в детстве подолгу жил на ферме бабушки в Пуэрто-Рико. В 15 лет подписал контракт с нью-йоркским лейблом Fania Records и в 17 лет выпустил дебютный альбом, который разошёлся тиражом 300 000 экземпляров.
До 1973 года записывался вместе с Эктором Лаво, а затем продюсировал его записи. На рубеже 1970-х и 1980-х гг. часто сотрудничал с Рубеном Бладесом (с которым выступал и в составе супергруппы Fania All-Stars). Их совместный альбом Siembra (1978) установил рекорд продаж латиноамериканской музыки. Визитными карточками Колона стали такие песни, как Oh Que Sera и Gitana. В 1983 году исполнил (вместе с Бладесом) главную роль в фильме «Последний бой».
В 1995 г. сменил Стивена Сондхайма в национальном совете ASCAP. Многократно номинировался и получал Latin Grammy Award; в 2004 году также удостоен этой награды за достижения в течение жизни. В 2015 г. включён журналом Billboard в тридцатку самых влиятельных музыкантов в истории латиноамериканской музыки.
Активен в политической жизни Нью-Йорка. Неоднократно призывал венесуэльцев голосовать против Чавеса. С 2007 по 2012 годы судился с Бладесом по поводу авторских прав на их совместные записи. 
В биографическом кинофильме об Экторе Лаво роль Вилли Колона исполнил Джон Ортис.